# Northeast St. Louis, Minnesota
Xã Northeast St. Louis (tiếng Anh: Northeast St. Louis Township) là một xã thuộc quận St. Louis, tiểu bang Minnesota, Hoa Kỳ. Năm 2010, dân số của xã này là 248 người.